# Eberhard Hopf

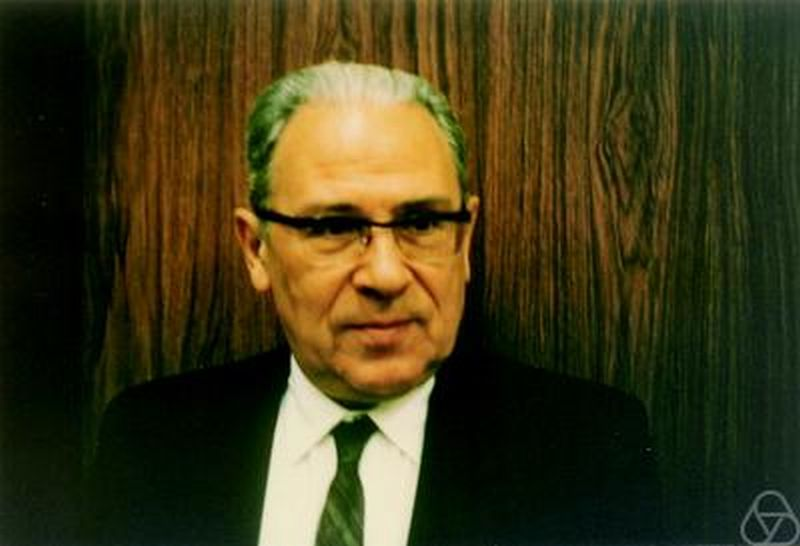
Eberhard Hopf in 1970

Eberhard Frederich Ferdinand Hopf (17 april 1902, Salzburg - 24 juli 1983, Bloomington (Indiana)) was een Duitse wiskundige en astronoom. Hij staat bekend als een pionier van de bifurcatietheorie. De Hopf-bifurcatie is naar hem genoemd. Hij leverde ook belangrijke bijdragen op het gebied van de partiële differentiaalvergelijkingen, integraalvergelijkingen, vloeistofmechanica en differentiaalmeetkunde.
Hopf promoveerde in 1926 en behaalde zijn habilitatie in 1929, beide aan de Technische Universiteit Berlijn. In vestigde hij zich met een beurs van de Rockefeller Foundation aan de Harvard-universiteit, en in 1931 aan het Massachusetts Institute of Technology. In 1936 accepteerde hij een aanbod om hoogleraar te worden aan de Universiteit Leipzig. Hij bleef in Duitsland tot 1947, toen hij opnieuw naar de Verenigde Staten vertrok. Van 1949 tot zijn overlijden in 1983 was hij hoogleraar aan Indiana University in Bloominton.
Hopf is ernstig bekritiseerd vanwege zijn besluit om in 1936, tijdens het naziregime, naar Duitsland terug te keren. Als gevolg daarvan werd een deel van zijn werk lange tijd genegeerd.
- Bibliothèque nationale de France: cb134757852 (data)
- Gemeinsame Normdatei: 117712892
- International Standard Name Identifier: 0000 0001 0915 9796
- Library of Congress Control Number: n90649329
- Mathematics Genealogy Project: 12959
- Nationale Bibliotheek van Tsjechië: mub20191028559
- Nationale Bibliotheek van Israël: 987007334435805171
- Nederlandse Thesaurus van Auteursnamen: 134666399
- SNAC: w6j39k8v
- Système universitaire de documentation: 072233826
- Virtual International Authority File: 74001062
- WorldCat: E39PBJpPBQ47gCwCPX4kdRv4MP